# Évelyne Van den Neste
Évelyne Van den Neste, née le 24 janvier 1968 à Croix, est une archiviste et historienne française.

## Biographie
Née le 24 janvier 1968 à Croix, dans le Nord, Évelyne Van den Neste est archiviste paléographe (promotion 1994) et conservateur du patrimoine (promotion Paracelse, 1994).
Elle fait ses débuts comme conservateur en mission aux Archives nationales. Depuis 2009, elle est le chef du service des archives et de l'information documentaire de la présidence de la République.

## Ouvrages
- Tournois, joutes, pas d'armes dans les villes de Flandre, à la fin du Moyen âge, 1300-1486  (préf. Michel Pastoureau), Paris, École des chartes, coll. « Mémoires et documents de l'École des chartes » (no 47), 1996, XI + 411 (ISBN 2-900791-15-4, BNF 36692249, lire en ligne).
- Éd. avec Michel Popoff de l'Armorial des XXXI rois de Tournai : d'après le manuscrit conservé à la Bibliothèque royale de Bruxelles sous la cote ms. 7383, Paris, Le Léopard d'or, coll. « Documents d'héraldique médiévale » (no 8), 2003, 70 + 30 (ISBN 2-86377-197-3 et 2-86377-197-3, BNF 41209124).
- Avec Nicolas Buat, Dictionnaire de paléographie française : découvrir et comprendre les textes anciens, XVe – XVIIIe siècle, Paris, Les Belles Lettres, 2011, 654 p. (ISBN 978-2-251-44406-2, BNF 42366652).

## Prix
- Prix Auguste-Molinier 1994 de l'École des chartes[1].
- 3e médaille au concours des antiquités de la France 1998 de l'Académie des inscriptions et belles-lettres[1].

## Distinctions
- Chevalier de l'ordre national du Mérite[3], le 11 novembre 2010.